# Andes bilineatus
Andes bilineatus är en insektsart som beskrevs av Synave 1960. Andes bilineatus ingår i släktet Andes och familjen kilstritar. Inga underarter finns listade i Catalogue of Life.